# Volutengiebel

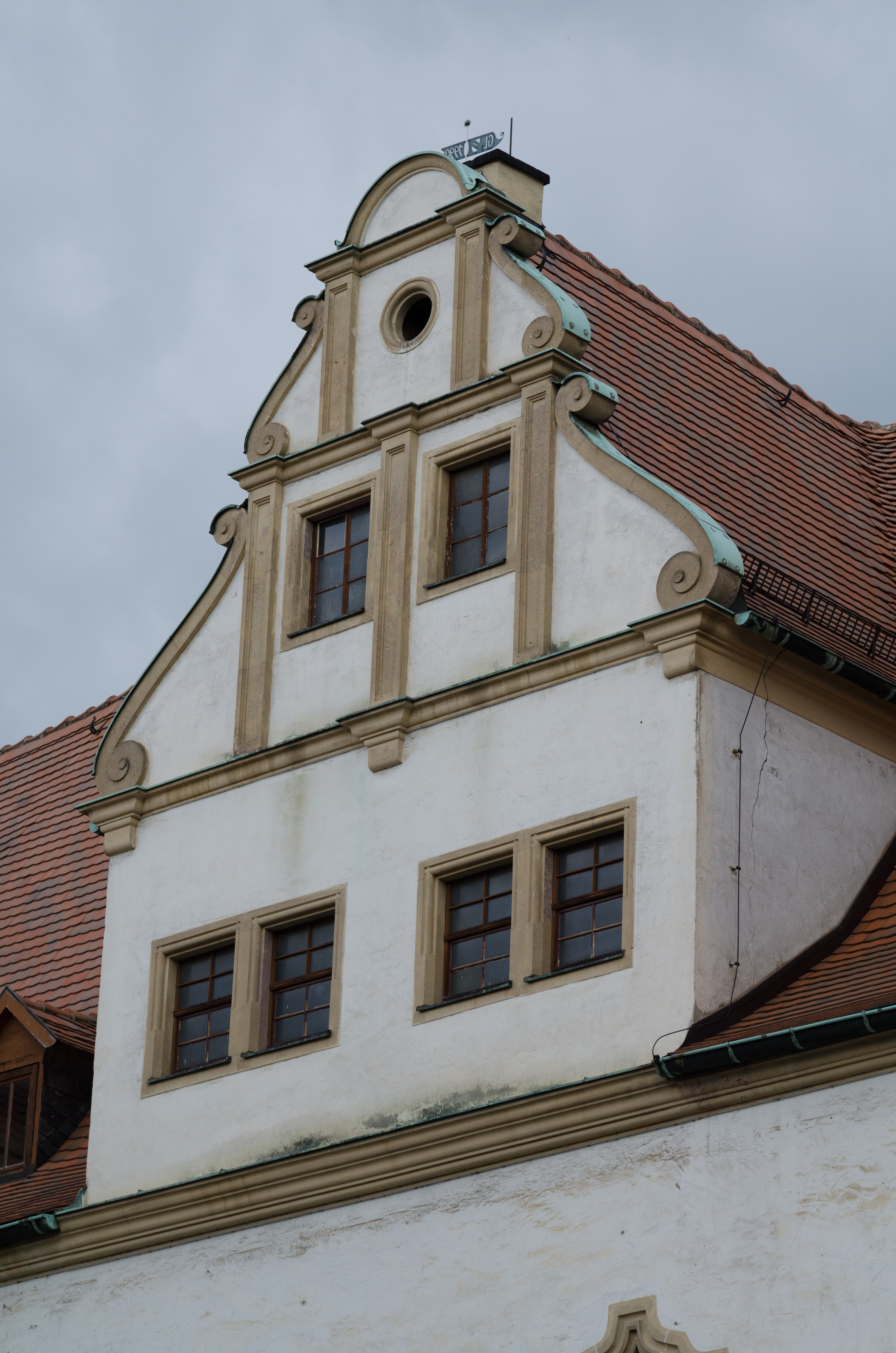
Renaissance-Zwerchhaus mit Volutengiebel an Schloss Hinterglauchau, wohl um 1603 entstanden

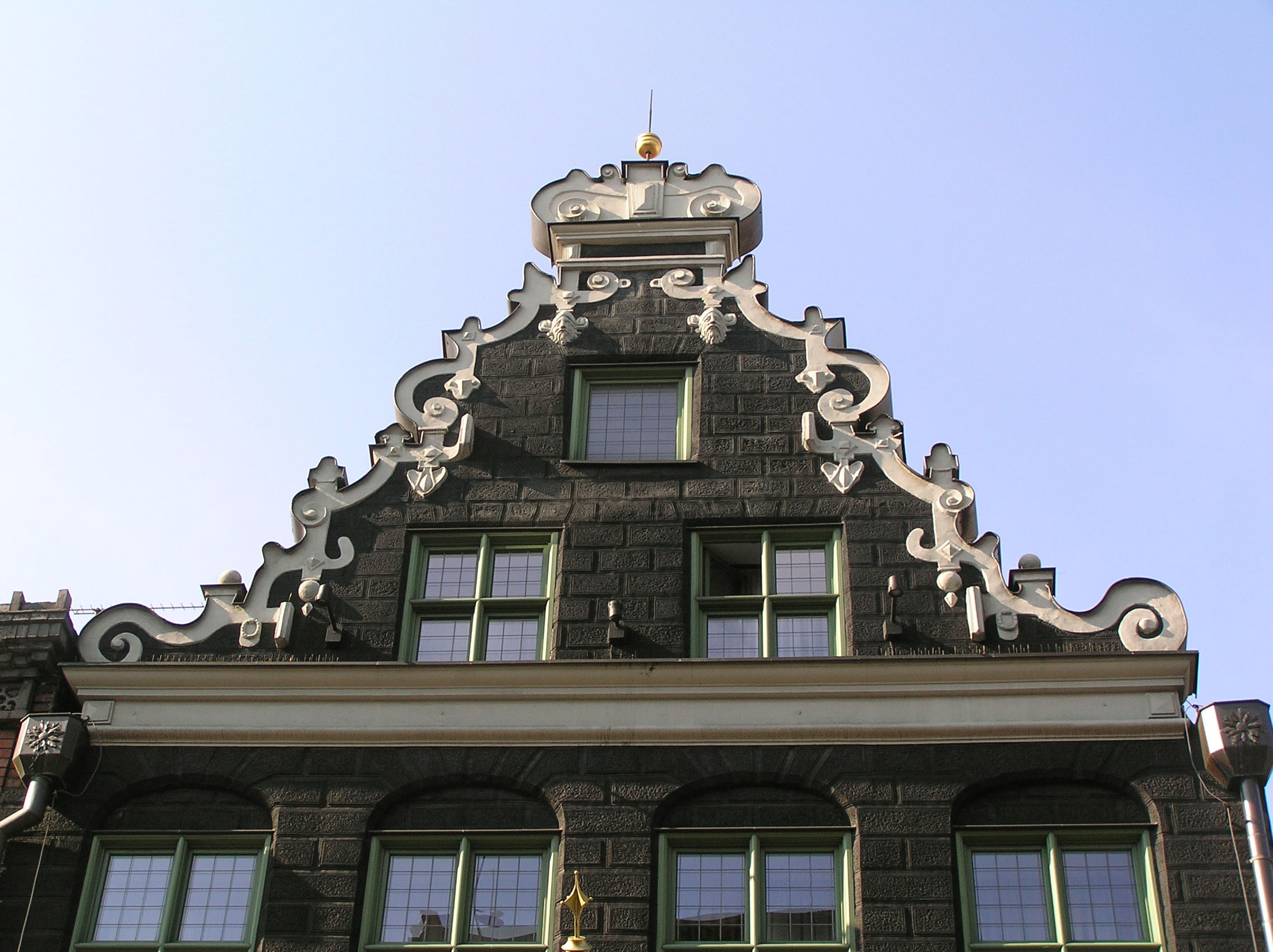
Volutengiebel an einem Bürgerhaus in Thorn

Der Volutengiebel ist im Bauwesen ein besonderer Giebel, der als eine Unterform der verzierten Schweifgiebel durch Voluten gekennzeichnet ist und besonders repräsentativ wirkt.

## Beschreibung
Diese Giebelform hat in Spätrenaissance und Barock Verwendung gefunden, aber auch in den entsprechenden Neostilen des Historismus. 
Der Volutengiebel ist als Schildgiebel ausgebildet, hinter dem die Dachflächen verborgen liegen. Prägend ist die geschwungene Umrissform, deren Gesimse als eingerolltes Spiral- oder Schneckenornament ausgebildet sind, die an das antike Motiv der Volute erinnern.

Volutengiebel gibt es in abgewandelter Form auch als Fensterverdachung und als Bekrönung von Altären.

Beispiele
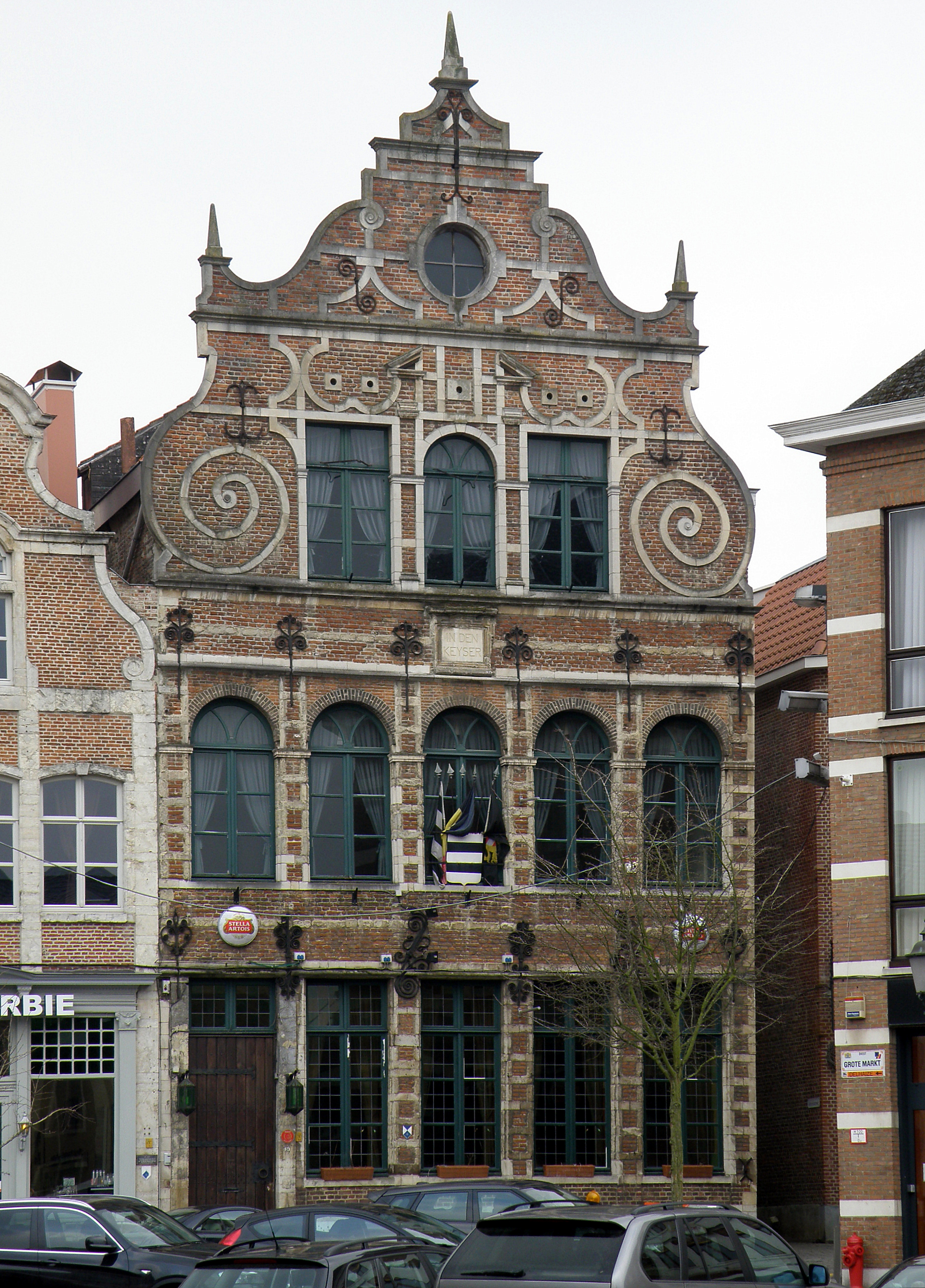
Volutengiebel am Gildehaus De Keyzer, Diest
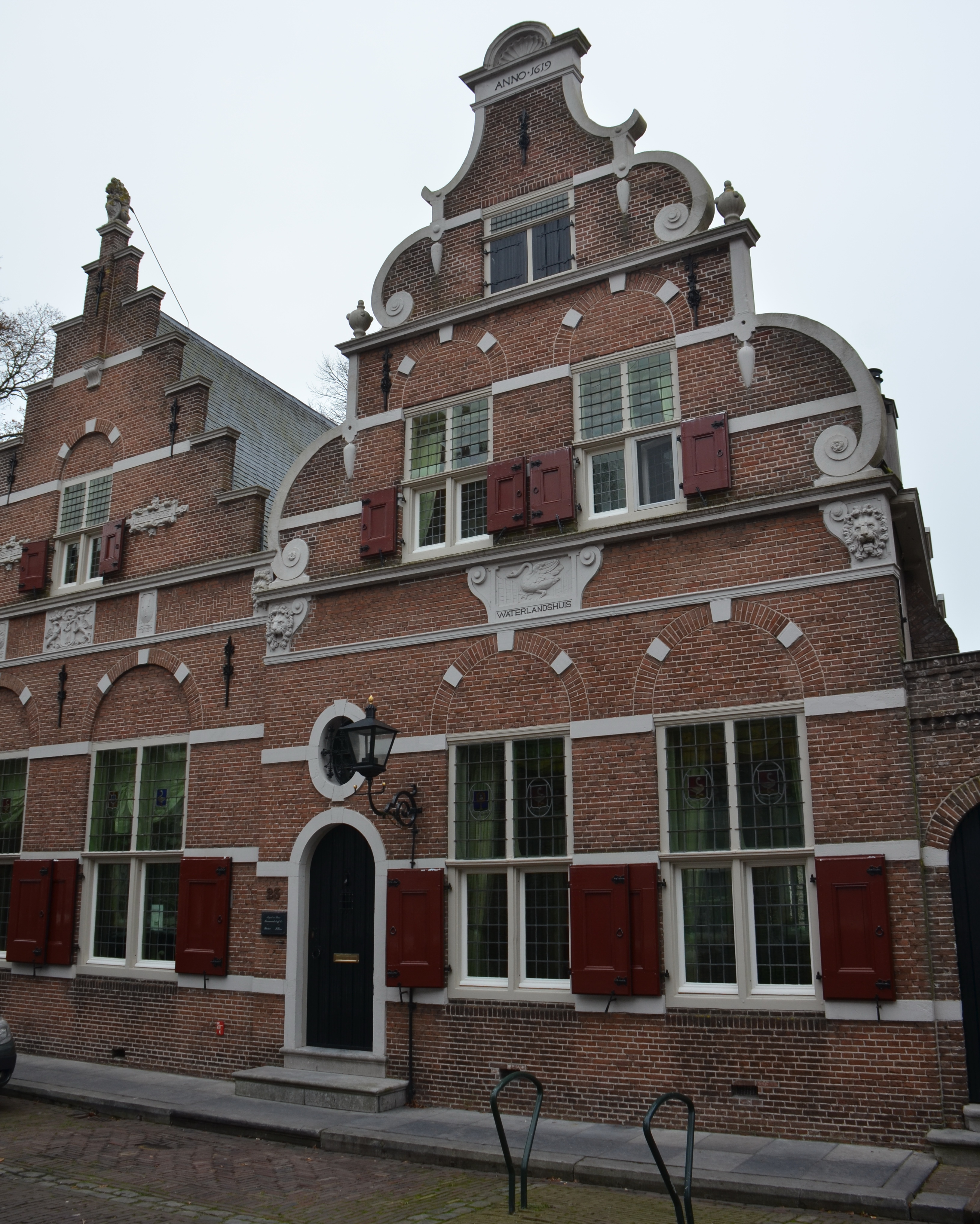
Volutengiebel in Monnickendam
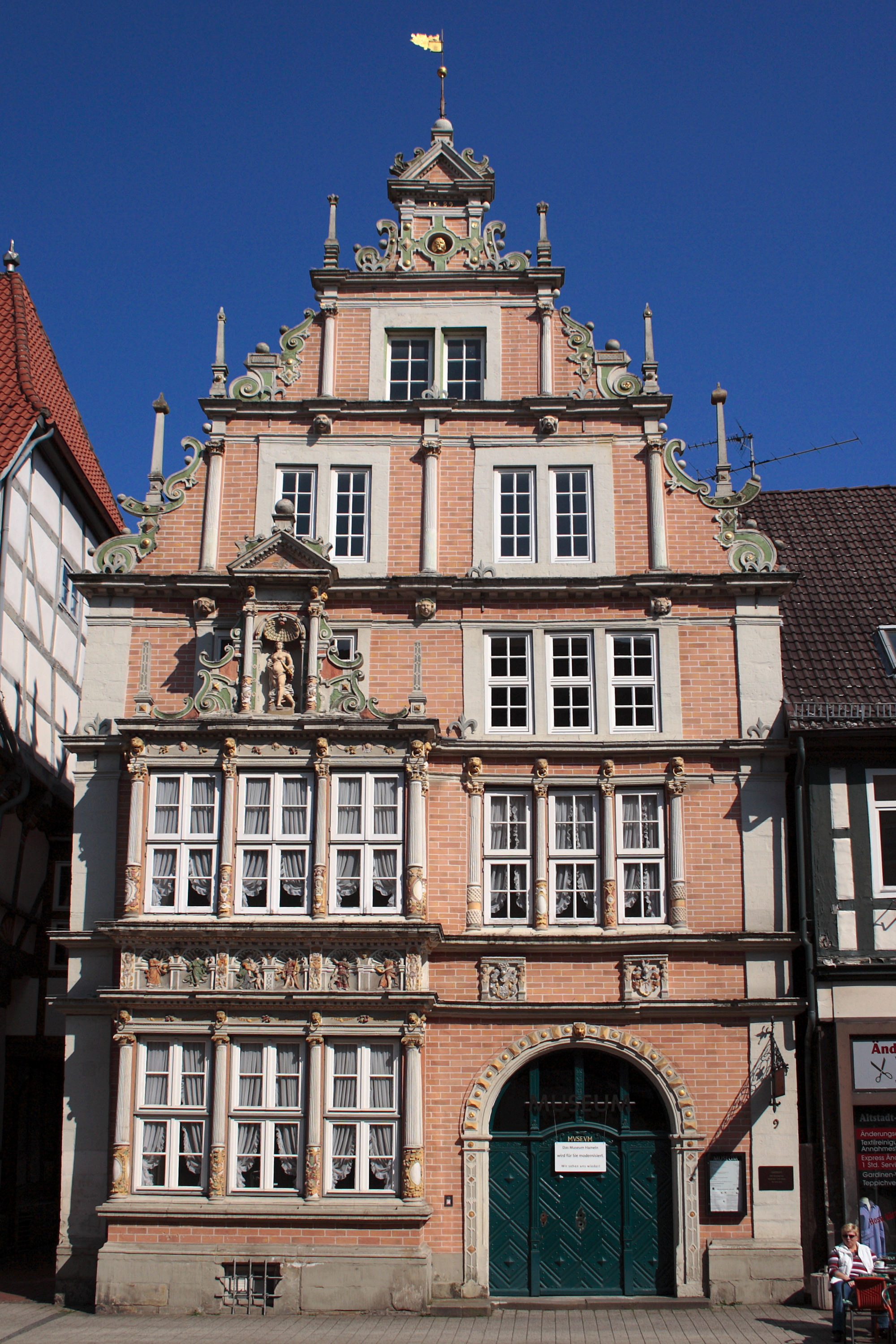
Leisthaus (Hameln), erbaut 1585–1589
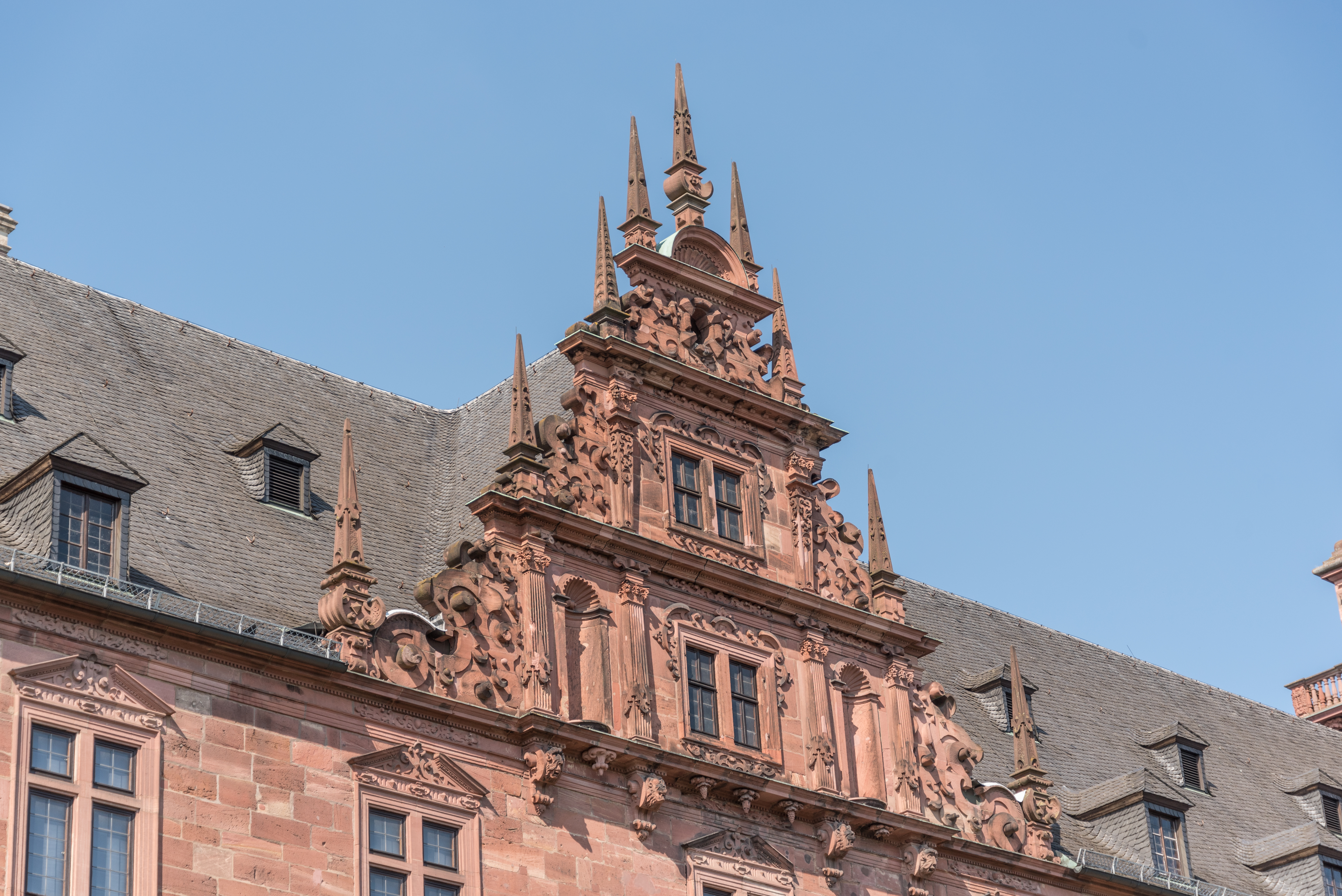
Zwerchhaus mit Volutengiebel am Schloss Johannisburg (Aschaffenburg), erbaut 1605–1614
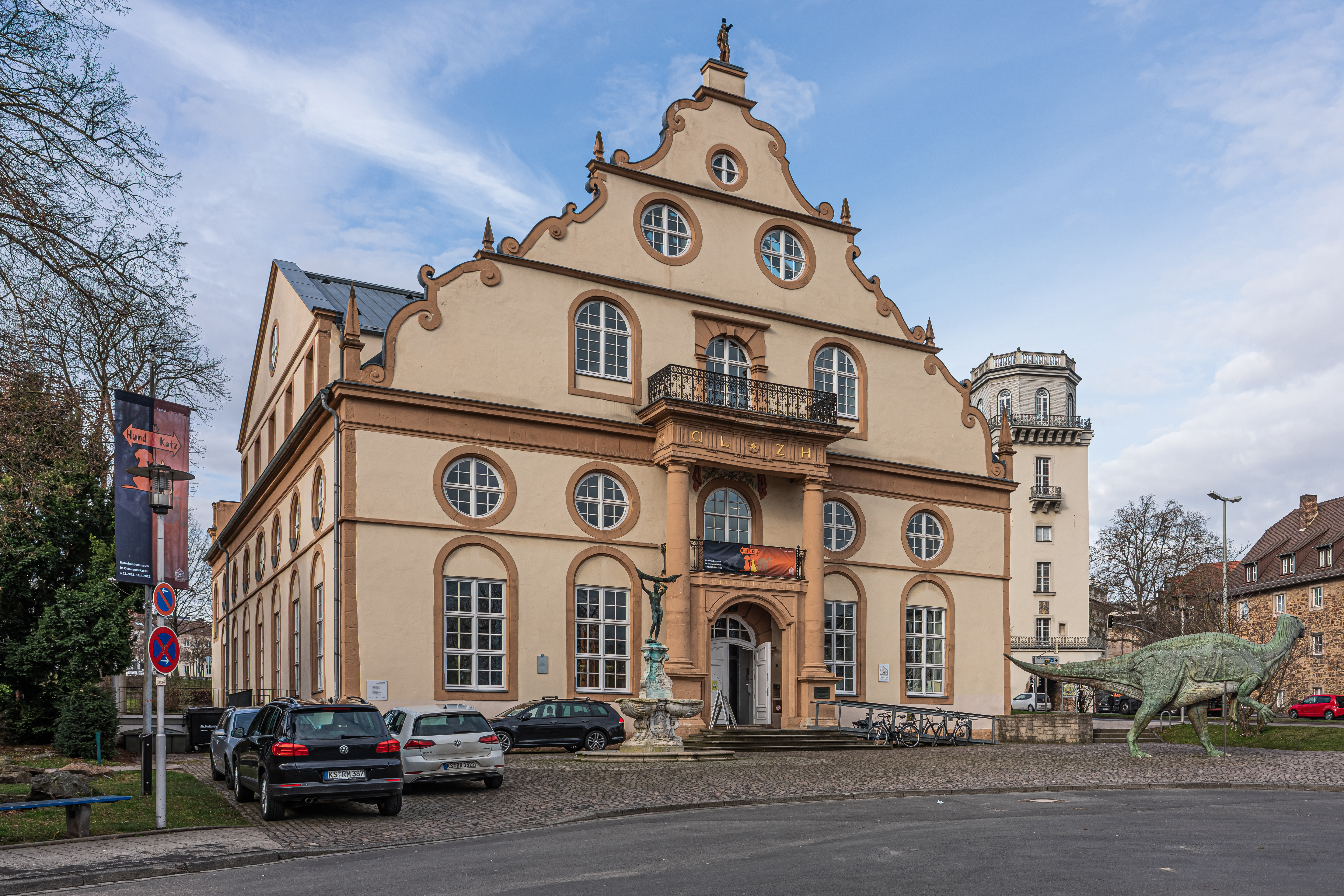
Volutengiebel am Ottoneum (Kassel), erbaut 1603–1606
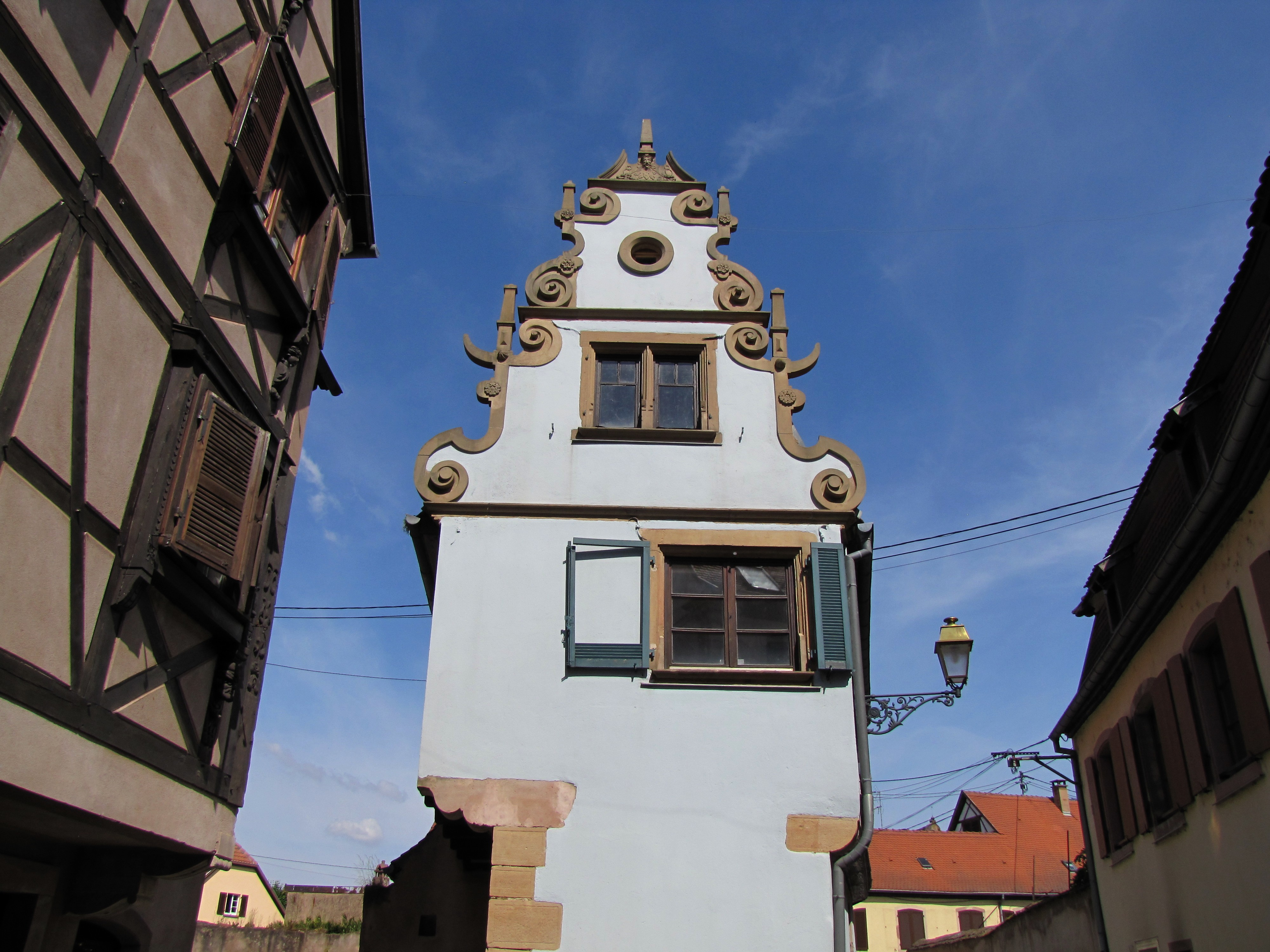
Volutengiebel in Molsheim (Elsass)
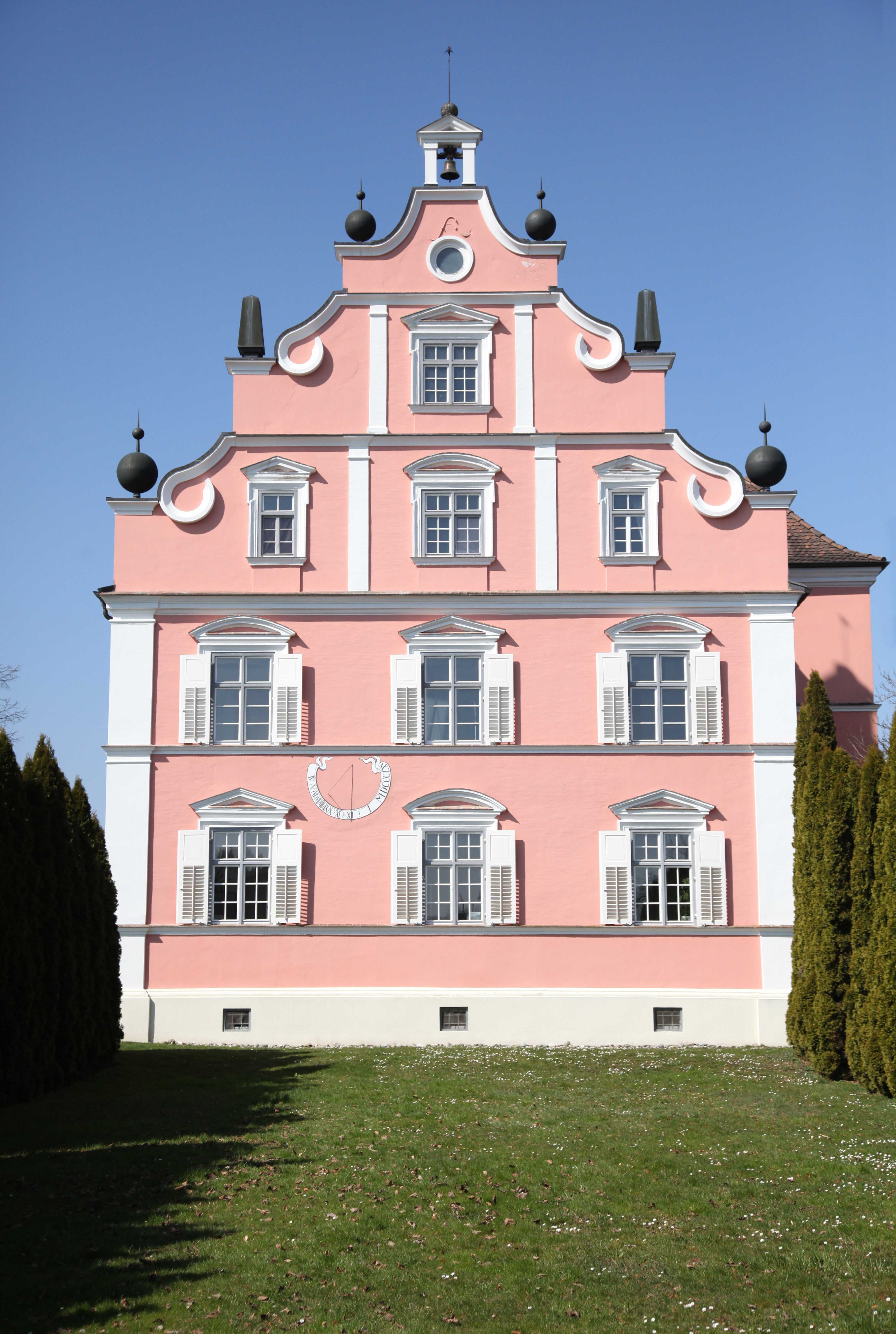
Volutengiebel am Schloss Freudental, erbaut 1698–1700
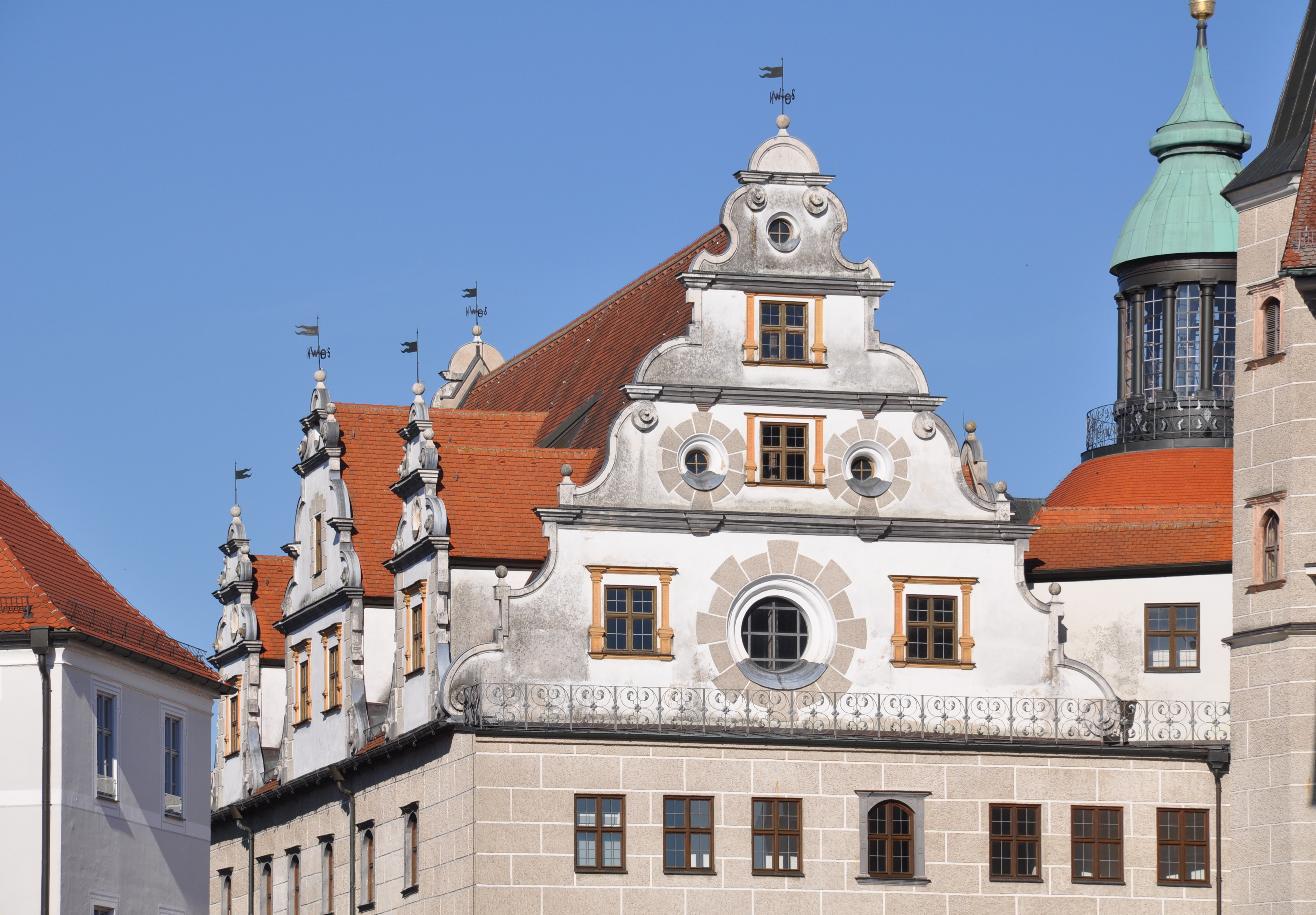
Volutengiebel am Schloss Neuburg (Bayern)
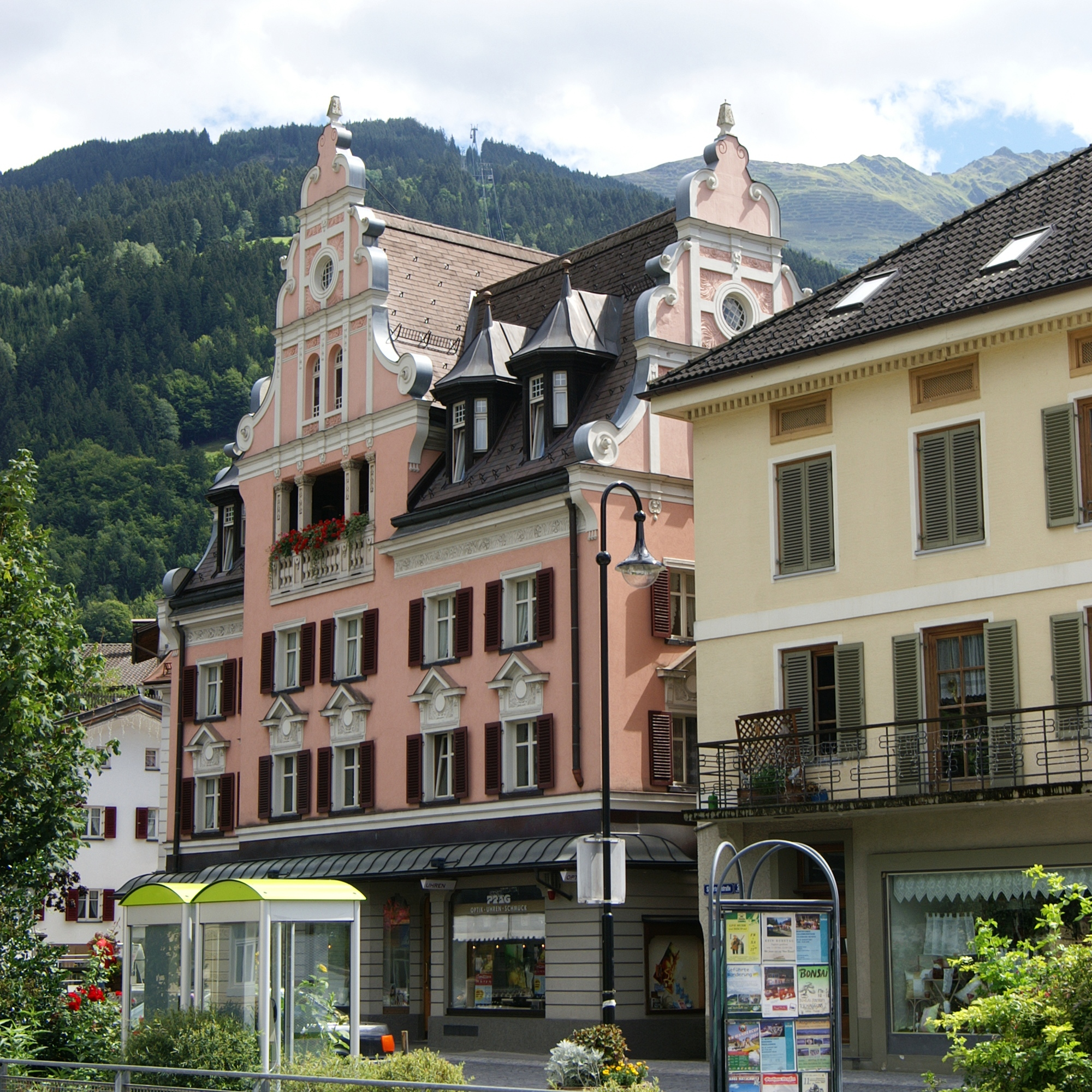
Zwei Volutengiebel am Maklotthaus, Schruns
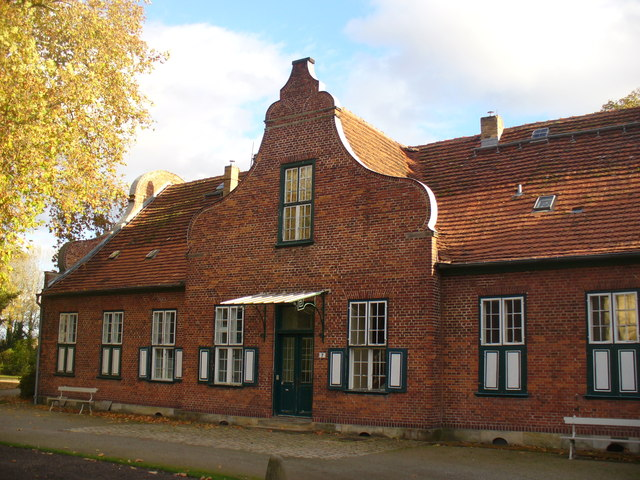
Stilisierte Volutengiebel im Holländischen Etablissement (Potsdam), erbaut 1789–1791
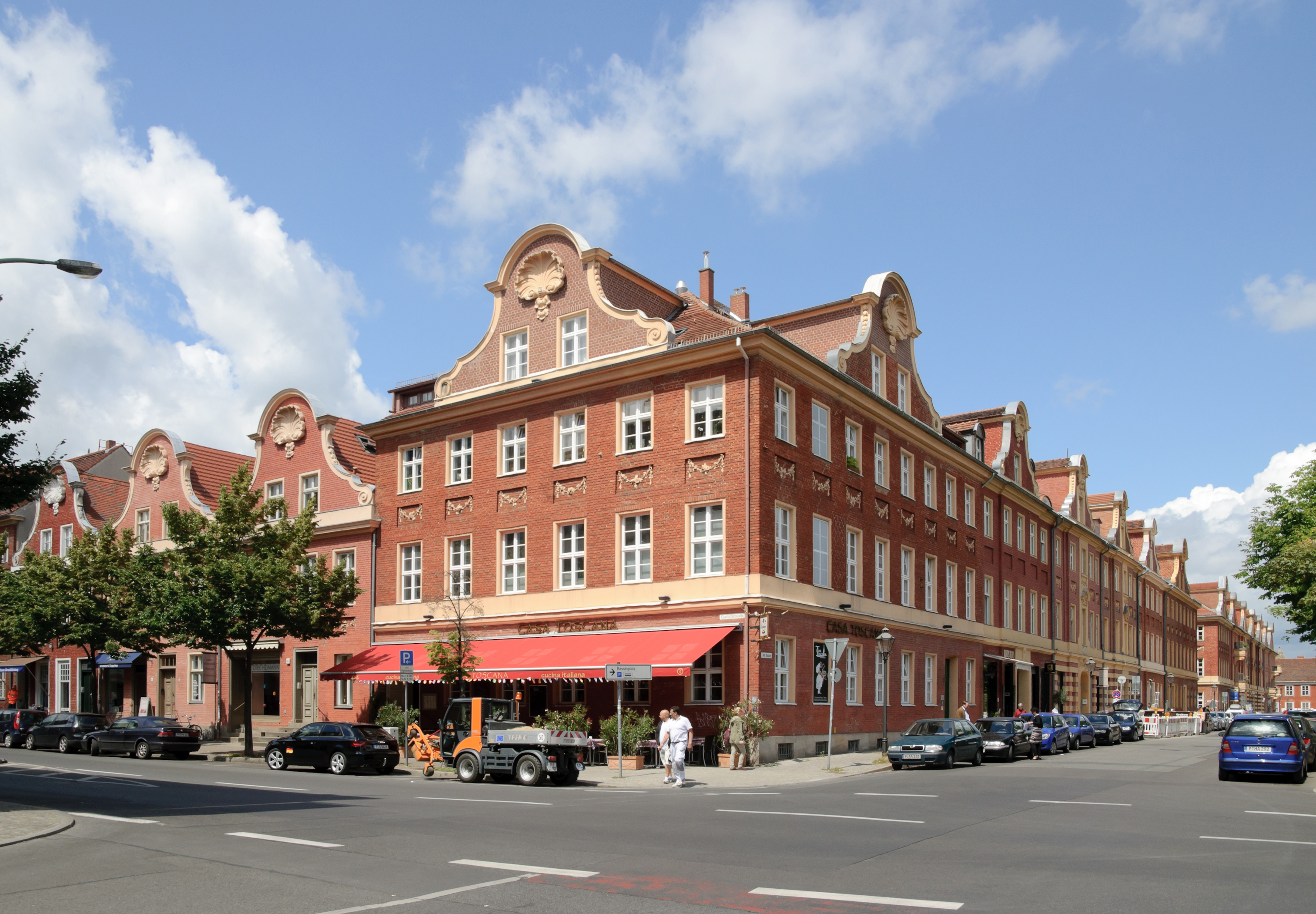
Volutengiebel im Holländischen Viertel (Potsdam)
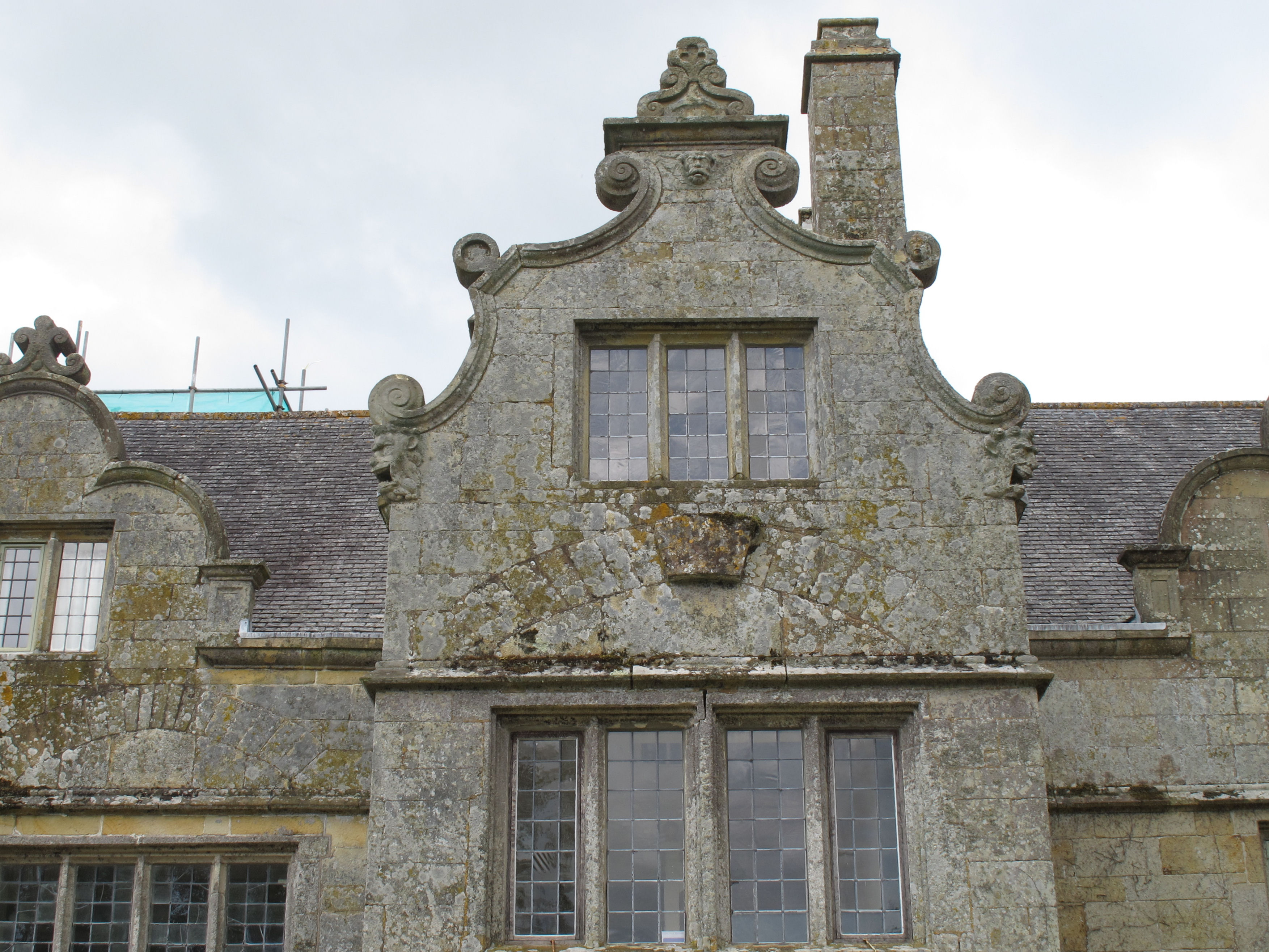
Volutengiebel in St Newlyn East (Cornwall)

Schloss Doberlug weist bemerkenswerte Blendgiebel mit Voluten und manieristischen Elementen an seinen Zwerchhäusern auf.